# Mohamed Baghli
Mohamed Baghli (21 juli 2006) is een Belgisch voetballer die onder contract ligt bij RWDM.

## Carrière
Baghli ruilde in 2020 de jeugdopleiding van NSeth Berchem voor die van KV Oostende. Op 11 februari 2024 maakte Baghli deel uit van de wedstrijdselectie voor de competitiewedstrijd van het eerste elftal van KV Oostende tegen RFC de Liège. De kustclub vocht op dat moment al een tijdje voor zijn bestaan en legde enkele maanden later effectief de boeken neer.
Kort na het faillissement van KV Oostende haalde RWDM, dat in het seizoen 2023/24 uit de Jupiler Pro League was gedegradeerd, Baghli terug naar Brussel. Op de openingsspeeldag van de Challenger Pro League mocht hij meteen zijn profdebuut vieren: in het 1-1-gelijkspel tegen Patro Eisden Maasmechelen liet trainer Yannick Ferrera hem in de 88e minuut invallen voor Ilyes Ziani.

## Clubstatistieken
| Seizoen         | Club            | Land            | Competitie      | Competitie | Competitie | Beker | Beker | Supercup | Supercup | Europees | Europees | Totaal | Totaal |
| Seizoen         | Club            | Land            | Competitie      | Wed.       | Dlp.       | Wed.  | Dlp.  | Wed.     | Dlp.     | Wed.     | Dlp.     | Wed.   | Dlp.   |
| --------------- | --------------- | --------------- | --------------- | ---------- | ---------- | ----- | ----- | -------- | -------- | -------- | -------- | ------ | ------ |
| 2024/25         | RWDM            | Vlag van België | Eerste klasse B | 1          | 0          | 0     | 0     | —        | —        | —        | —        | 1      | 0      |
| Carrière totaal | Carrière totaal | Carrière totaal | Carrière totaal | 1          | 0          | 0     | 0     | 0        | 0        | 0        | 0        | 1      | 0      |

Bijgewerkt op 10 oktober 2024.
1 Lathouwers ·
3 Halilou ·
4 Doudaev ·
5 De Sart ·
6 Halifa ·
7 Montes ·
8 Abe ·
9 Parzyszek ·
10 Robail ·
11 Ziani ·
15 Laâziri ·
17 Barry ·
20 Poku ·
21 Marsoni ·
22 Soelle Soelle ·
23 Del Piage ·
26 Kestens ·
28 Hubert ·
29 Maurer ·
30 Baghli ·
31 Dodeigne ·
43 Sousa ·
49 Sapata ·
51 Preijs ·
53 Messad-Kouchiche ·
60 Awudu ·
70 Nkurunziza ·
77 Biron ·
83 Lemmens ·
84 El Arouch ·
99 Benjdida ·
Coach: Ferrera
· Assistent-coach: Baherlé
· Assistent-coach: De Camargo